# ريتشارد بويل (مصور أخبار)
ريتشارد بويل (بالإنجليزية: Richard Boyle)‏ هو مصور أخبار أمريكي، ولد في 26 مارس 1942 في سان فرانسيسكو في الولايات المتحدة، وتوفي في 2016 في الفلبين.

## وصلات خارجية
- ريتشارد بويل على موقع IMDb (الإنجليزية)
- ريتشارد بويل على موقع قاعدة بيانات الفيلم (الإنجليزية)